# Antisthenes
Antisthenes, född cirka 445 i Aten, död 365 f.Kr. i Aten, var vän och elev till Sokrates.

## Biografi
Antisthenes grundade efter Sokrates död 399 f.Kr. den kyniska skolan, och en av hans mest kända elever var Diogenes. Kyniker kommer från grekiskans κύων kyon, hund. En äkta cyniker skulle leva som en hund/trashank och inte trängta efter lyx och flärd. Han var bara halv medborgare eftersom mödernet var från Frygien eller Thrakien, men han gick från Pireus till Aten nästan varje dag för att lyssna till Sokrates. Enligt sägnen gick han klädd som en trashank tills han en dag mötte Sokrates som sade lite försmädligt: "Varför så pråligt klädd? Din fåfänga syns igenom de trasor du bär."
Alla yttre ting är enligt Antisthenes likgiltiga; ju mera vi gör oss oberoende av dem, desto friare och alltså desto lyckligare är vi. Det lilla som vi verkligen behöver för livet är lätt att skaffa: ett stycke bröd och en mantel, hur luggsliten den än må vara. Djuren och vildarna lever också på detta sätt, men är icke desto mindre lyckliga och lever ett sundare liv än kulturmänniskor. Lika oväsentliga är alla sociala skillnader. Alla människor är bröder och slaven är precis lika mycket värd som den frie om han bara äger den riktiga insikten, det vill säga dygden.
Såsom etisk förebild uppställde han Herakles, men han förkastade folkreligionen såsom osedlig och hade utan att låta sig avskräckas av Sokrates öde mod att även högt uttala allt detta. "Om jag kunde finna Afrodite skulle jag ta hennes liv", ska Antisthenes ha yttrat. Från Homeros auktoritet hade han dock inte förmått att frigöra sig, utan bemödade sig att försöka visa att hans egna läror kunde hittas redan i Iliaden och Odysséen.
Antisthenes förfäktade dessa åskådningar i ord och skrift, men han verkade huvudsakligen genom sitt eget exempel för att sprida sina åsikter. De stränga krav han uppställde gjorde att den krets som slöt sig omkring honom blev liten. Efter gymnasiet i Kynosarges, en förstad till Aten där Antisthenes undervisade, kallade man senare hans lärjungar "kyniker". Därifrån kommer begreppet cynism.
Antisthenes skola tillhörde de så kallade ofulländade sokratiska skolorna, vilka kännetecknas av att deras stiftare och anhängare visserligen ansåg sig som Sokrates lärjungar och delvis bibehöll de av honom anvisade synpunkterna vid behandlingen av filosofins problem samt i viss mån även tillgodogjorde sig åtskilliga resultat av hans forskning, men ej kunde fatta och fasthålla, än mindre utföra, mästarens egentliga princip. Den cyniska skolan har med Sokrates gemensamt, att den företrädesvis sysselsätter sig med frågorna om den mänskliga kunskapen och människans högsta goda samt fattar vetandet såsom den sanna kunskapens form och det högsta goda såsom endast förutsättande dygden, vilken i sin ordning är en följd av vetandet, eller den riktiga insikten.
Men detta vetandes innehåll, eller begreppen, fattas av cynikerna på ett så abstrakt och ofullkomligt sätt, att ett sammanhang dem emellan blir omöjligt, varför den cyniska skolans anhängare nekar möjligheten av omdömen, det vill säga möjligheten att tänka det ena begreppet såsom bestämt av det andra, och hyllar den fullständiga skepticismen. Vidare, då Sokrates hade lärt, att endast det vetande, som är ett vetande om "människans gudartade natur", kan ha dygden till sin följd, inskränkte cynikerna vetandet till det sinnliga livet.
Dygden blev således för dem en på insikt grundad färdighet att förvärva sig det sinnligt goda. Men detta goda reducerade de till den minsta möjliga grad av innehållsrikedom. Den vise – så lärde de – vet väl, att ingen enskild sinnlig njutning kan för honom i längden vara tillfredsställande samt att han inte med säkerhet kan genom sin dygd förvärva sig ett sådant gott eller vara trygg i besittning av det.
Också sätter han därför sitt livs goda i den fullständigaste försakelse av allt, som annars brukar skänka livet något värde: fädernesland, familjeliv, vänskap med mera, emedan det stör den vises lugn. Den självbehärskning över den lägre naturen, vilken Sokrates fordrat av människan såsom villkor och förutsättning för det sedliga livet, får således för cynikerna betydelse i och för sig själv. Bland skolans anhängare må nämnas även den ryktbare Diogenes från Sinope, vilken i praktiken drev åsikten till det yttersta.

## Eftermäle
Asteroiden 6614 Antisthenes är uppkallad efter Antisthenes.